# Ackley, Iowa
Ackley är en ort (city) i Franklin County och Hardin County i delstaten Iowa i USA. Orten hade 1 599 invånare, på en yta av 6,45 km² (2020).